# Trichomyia capsulata
Trichomyia capsulata är en tvåvingeart som beskrevs av Duckhouse 1980. Trichomyia capsulata ingår i släktet Trichomyia och familjen fjärilsmyggor. Inga underarter finns listade i Catalogue of Life.